# أندرو فورد (ملحن)
أندرو فورد (بالإنجليزية: Andrew Ford)‏ هو ناقد موسيقي وملحن أسترالي، ولد في 1957.

## وصلات خارجية
- أندرو فورد على موقع ميوزك برينز (الإنجليزية)
- الموقع الرسمي